# Чугуївський завод паливної апаратури
Чугуївський завод паливної апаратури (ЧЗПА) — промислове підприємство у місті Чугуїв.

## Історія

### 1971—1991
У 1971 році за проектом проектного інституту «Гіпротракторосельхозмаш» у Чугуєві почалося будівництво заводу паливної апаратури, основною продукцією якого повинні були стати комплектуючі до тракторів Т-150 виробництва Харківського тракторного заводу. Будівництву надали статус республіканського ударного комсомольського будівництва 9-ї п'ятирічки. У 1974 році, на три місяці раніше терміну, перша черга підприємства була введена в експлуатацію. Завод дав першу продукцію: форсунки для тракторних двигунів і автоматичні муфти для паливних насосів.
Разом із підприємством був побудований заводський мікрорайон для проживання працівників заводу (житлові будинки, побутовий центр, магазин, поштове відділення і перукарня).
1 січня 1985 року на підприємстві надрукували перший випуск заводської газети «Робоча честь».
На початку 12-ї п'ятирічки завод освоїв серійний випуск паливних насосів і форсунок до двигунів комбайна «Дон-1500».
Надалі, у зв'язку з розширенням асортименту продукції народного споживання на заводі були створені конструкторсько-технологічне бюро та спеціалізований магазин.
Станом на початок 1990 року обладнання заводу включало автоматичні лінії, агрегатні верстати, верстати-автомати, верстати-напівавтомати, алмазно-розточувальні верстати, ультразвукові мийки і установки «Булат» для зміцнення інструменту; виробничі потужності забезпечували випуск 500 паливних насосів за день. Загальна кількість працівників заводу перевищувала шість тисяч осіб. Основною продукцією підприємства були паливні насоси і розпилювачі на форсунки для двигунів тракторів харківського виробництва і комбайнів ростовського виробництва. Також за програмою виробничої кооперації завод освоїв випуск 13 найменувань деталей для триколісного вантажного велосипеда Харківського велосипедного заводу їм. Р. В. Петровського. Окрім того, завод випускав товари народного споживання (набори торцевих гайкових ключів, садово-городній інвентар, металовироби).

### Після 1991
На початку 1990-х років завод був перетворений у відкрите акціонерне товариство.
У серпні 1997 року завод був включений в перелік підприємств, що мають стратегічне значення для економіки і безпеки України.
Після створення у жовтні 1997 року лізингової компанії «Украгромашінвест», у березні 1998 року пакет з 26 % акцій заводу був переданий у володіння компанії.
У 2004 році була проведена реструктуризація заводу, в ході якої частина виробничих потужностей була виведена зі складу підприємства і передана ТОВ «Добробут», а три заводських гуртожитки були передані в комунальну власність міста.
8 вересня 2004 року Кабінет міністрів України ухвалив рішення про виведення зі статутного фонду лізингової компанії «Украгромашінвест» пакетів акцій 18 підприємств сільськогосподарського машинобудування (у тому числі — 26 % акцій ВАТ «Чугуївський завод паливної апаратури»). Відокремлене  зі складу заводу дочірнє підприємство «Чугуївська паливна апаратура — автомобіліст» було визнано банкрутом.
У вересні 2006 року завод освоїв виробництво паливних насосів для 4-циліндрових дизельних двигунів виробництва Мінського моторного заводу.
У 2006—2007 роках на заводі було впроваджено опалення системами інфрачервоного випромінювання, що дозволило скоротити витрати на опалення.
2007 рік завод закінчив зі збитками 15,107 млн гривень. Криза, що почалася у 2008 році, ускладнила становище заводу, і 26 вересня 2008 року на зборах акціонерів було ухвалено рішення про реорганізацію ВАТ «Чугуївський завод паливної апаратури» в товариство з обмеженою відповідальністю.
Станом на жовтень 2014 року завод практично не функціонував. В адміністративному корпусі відкрили бібліотеку, значна частина обладнання була продана або здана на металобрухт, чисельність робітників скоротилася до 40 осіб.